# Capoue
Pour les articles homonymes, voir Capoue (homonymie).
Pour l’article ayant un titre homophone, voir Kapu.
Capoue (en italien : Capua) est une commune d'environ 17 460 habitants (2022), située dans la province de Caserte en Campanie, dans l'Italie méridionale.

## Blason
Le blason de Capoue contient le sigle S.P.Q.C. qui signifie en latin Senatus Populusque Capuanus (en français « Le sénat et le peuple capouan »).

## Géographie
Capoue se trouve dans le territoire de la Terre de Labour dont elle fut un temps la capitale (principauté de Capoue) et le chef-lieu (époque napoléonienne). L’agglomération se trouve sur un bras du fleuve Volturno, position stratégique au pied du mont Tifata où est située la frazione de Sant'Angelo in Formis.
La commune est traversée par l'antique via Appia (actuelle route nationale SS 7), ainsi que par la ligne de chemin de fer Naples-Caserte-Cassino. Capoue est le terminus de la antique via Latina, via Casilina au Moyen Âge (route nationale SS 6). L'autoroute A1 Rome-Naples (ex A2), qui passe non loin de la ville, est accessible par le péage de Capoue. La commune est également desservie par un petit aéroport touristique et militaire qui a fait l'objet d'une proposition d'agrandissement pour le convertir au transport civil au service de l'aéroport de Naples.
Le chef-lieu communal est subdivisé en trois quartiers principaux : le centre historique ceint de remparts, en continuation de l'antique Casilinum ; à l'ouest du centre, de l'autre côté du fleuve et le long de la via Appia s'étend le quartier de Fuori Porta Roma ; à l'opposé de la route nationale, au sud des remparts, l'autre quartier de Fuori Porta Napoli, dans lequel est implantée la gare. D'autres petits hameaux, appelés rioni, sont dispersés dans la campagne environnante.

## Histoire

### Un épisode célèbre des guerres puniques: les délices de Capoue
Au cours de la deuxième guerre punique, dans l'attente vaine de renforts d'Afrique que les sénateurs de Carthage rechignent à lui envoyer, car ils craignent que sa gloire ne leur porte ombrage, et désirant faire reposer ses troupes après la bataille de Cannes, Hannibal prend ses quartiers d'hiver à Capoue, ville où il entre facilement, car ses amis politiques y ont pris le pouvoir peu avant ladite bataille.
Il temporise dans l'espoir d'une désagrégation totale de la confédération italienne et espère de nouvelles alliances qui lui permettraient enfin d'obtenir la domination sur mer ainsi que la prise de Rome.
Capoue accueille Hannibal et le soutient contre Rome. Mais, assiégée, la ville est reprise par Rome en 211 av. J.-C. et punie par la confiscation de son territoire et la privation de la citoyenneté.
Hannibal fut accusé de « s'être endormi dans les délices de Capoue », et l'expression a traversé les âges sous forme de proverbe, signifiant « perdre un temps précieux, qui pourrait être avantageusement employé, et/ou s'amollir dans la facilité au lieu de se préparer à la lutte ». En réalité, Hannibal, dont les troupes s'étaient largement amenuisées en deux ans de campagne et qui ne disposait pas de matériel de siège, n'était simplement pas en mesure de marcher sur Rome.
Cependant, selon Tite-Live, « les soldats carthaginois [mais l'armée était aussi composée de nombreux Numides, Ibères, Gaulois], qui avaient résisté à toutes les souffrances, succombèrent sous l'effet des plaisirs et des jouissances. Ils ramollirent leur âme et leur corps ».

### Au Moyen Âge

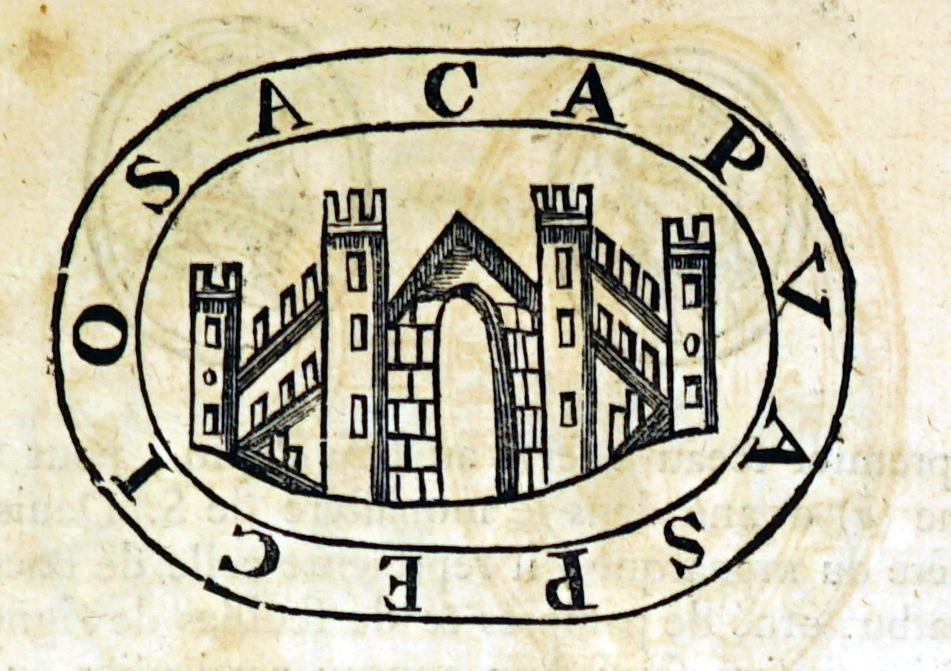
La ville sur le sceau de Jourdain II en 1125.

En l'an 841, lors d'une lutte pour la succession du duché de Bénévent, le prince Radelchi I engagea une troupe de Sarrasins, commandée par le Berbère Halfun, contre Landolfo, comte de Caserte : les mercenaires à la solde de Radelchi furent battus et l'ancienne Capoue (aujourd'hui Santa Maria Capua Vetere) fut détruite afin de forcer la population à fuir. Après la destruction, la population sortie de la ville en ruines s'est d'abord réfugiée à Sicopoli (village situé au pied du mont Triflisco), puis quelques années plus tard (en 856), elle s'est placée dans un coude du fleuve Volturno, à l'endroit du port fluvial romain de Casilinum. Ainsi fut constituée la « Nouvelle Capoue », qui correspond aujourd'hui à la municipalité de la province de Caserte appelée Capoue.
Au cours du Xe siècle, la nouvelle Capoue est devenue la capitale de la Principauté de Capoue, État autonome qui s'étend sur toute la Terra di Lavoro jusqu'au fleuve Garigliano. Capoue a étendu son contrôle sur les villes et les villages voisins de Caserte, Teano, Sessa, Venafro et Carinola. En se renforçant encore, il parvint à contrôler les territoires du duché de Naples, de Montecassino, où se trouvait la célèbre abbaye, et de Gaeta, qui était peut-être à l'époque le port le plus important de la partie tyrrhénienne du centre de l'Italie. À la fin du même siècle, Capoue atteignit son apogée : le prince Pandolfo I Testadiferro (961–981) réunifia les dominions de l'Italie méridionale de Longobard, venant également au secours du pape Jean XIII, exilé de Rome entre 965 et 966, et obtenant l'élévation de Capoue en Metropolia.
En 1059, le comte normand d’Aversa, Riccardo I Quarrel, conquit la puissante principauté lombarde de Capoue. Pendant la domination normande, la ville vit son importance stratégique grandir encore, tant du point de vue militaire que commercial ; en peu de temps, il devint un port fluvial florissant, enfermé dans un mur fort. Cinquante ans seulement après l'occupation de Richard Ier, la ville paya le prix d'être un centre d'importance stratégique : elle était occupée par Henri VI de Souabe qui ordonna sa démolition des murs, reconstruits par la suite. Frédéric II de Souabe a décidé de construire les deux tours de défense du pont romain adjacent, ainsi qu'un un arc de triomphe d'une fabrication admirable, démoli à l'époque de Charles Quint pour des raisons militaires.
Pendant le conflit entre les Souabes et les Angevins, la ville subit de nombreuses attaques qui aboutirent à la démolition et à la reconstruction des murs et de certains bâtiments de la ville. Avec la montée des Angevins, la ville devient le siège de la « Magna Curia », ce qui accroît son importance dans l'administration royale. Pendant la période aragonaise, Capoue a vécu une période très calme, souvent visitée par le roi, devenant ainsi un centre culturel important.

### La Renaissance
Pendant le règne de Frédéric Ier d'Aragon (couronné dans la cathédrale de la ville), la ville fut secouée par un événement dramatique: le sac de Capoue de 1501 de Cesare Borgia. Les Capouans, épuisés par un long siège, ouvrent les portes de la ville aux troupes de Cesare Borgia, car ces dernières avaient promis d'épargner les assiégés s'ils se rendaient. Au lieu de cela, dès que l'armée fut dans la ville, Borgia donna l'ordre à ses hommes de commencer le pillage. Au cours de cet événement tragique, plusieurs milliers de Capouans sont morts. Avec l’avènement des Espagnols, l’importance politique de Capoue fut considérablement réduite, même si ce dernier demeurait un établissement prospère doté d’une forteresse.

## Architecture

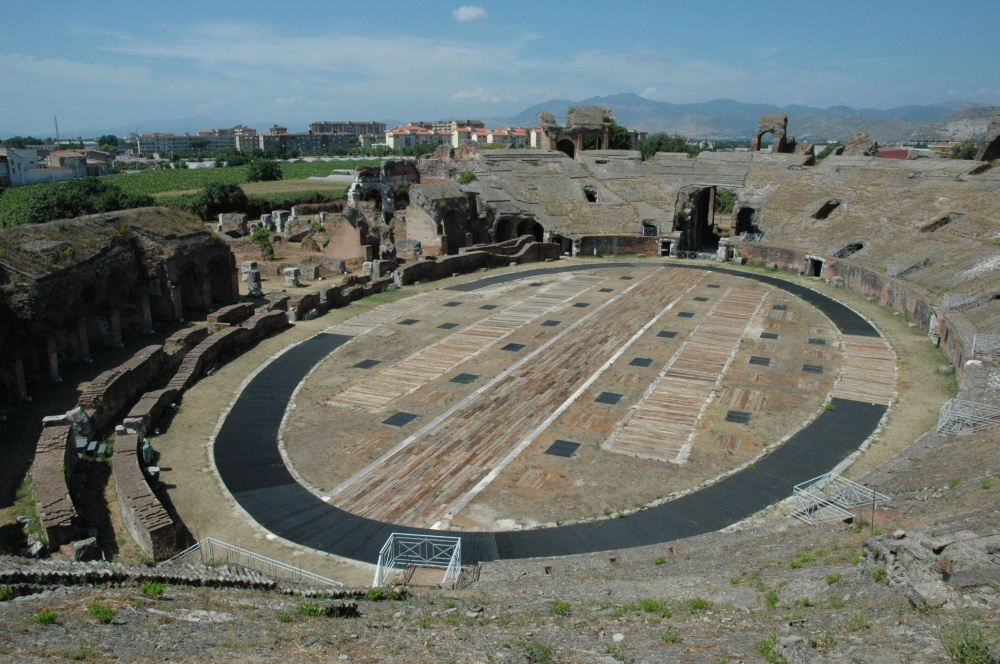
L'amphithéâtre à Santa Maria Capua Vetere.

Le centre historique de Capoue qui se trouve sur un bras du Volturno à l’emplacement de la cité antique de Casilinum, est riche en monuments et en édifices historiques et possède de nombreuses pièces archéologiques de l’époque romaine, comme des stèles ou des statuettes, que l’on trouve au bord des routes ou sur les murs des édifices les plus anciens.
La Basilica Benedettina qui se trouve dans la frazione Sant'Angelo in Formis de style byzantino-campanien (fin du XIe siècle) est un des plus importants monuments du Moyen Âge de l’Italie du Sud.

### Monuments
- Le ponte Romano et les tours de Frédéric II (Torri di Referico II) : les restes du pont de la voie Apienne sur le Volturno constituent le principal témoignage de l’antique Casilinum et de la présence romaine à Capoue. Le pont menait à la porte se trouvant à la sortie de la ville en direction de Rome. En 1234, l’empereur Frédéric II ordonne la reconstruction de la porte qui fut jusqu’à la fin de l’Antiquité la principale porte permettant l’entrée dans la ville, la Porta Roma : pour défier les États pontificaux, il s’inspire des arcs de triomphe monumentaux des Romains. Terminé vers 1240, l’ensemble a été la source d’inspiration des concepteurs de l’arc de triomphe d’Alphonse V d'Aragon situé au Castel Nuovo de Naples. L’ensemble subit deux destructions : la première, partielle, en 1557, pour l’adapter aux fortifications modernes, la seconde durant les bombardements de 1943 qui ont détruit le Ponte Romano. Aujourd’hui, ne subsistent que les têtes du pont et les fondations des deux tours (au Museo Campano sont conservées quelques-unes des statues ornementales.
- Château des Pierres (Castello delle Pietre) ou des princes normands : construit par les Normands en 1062, après la conquête de la ville, pour intimider les Lombards, le château est le siège de la principauté normande. Le nom « delle Pietre » (des Pierres) provient du fait que les pierres de l’antique amphithéâtre de Capoue ont été utilisées pour sa construction. À l’époque aragonaise, quelques fenêtres ont été percées mais la tour en tuf est du XIXe siècle.
- Château de Charles Quint (Castello di Carlo V) : voulu par l’empereur Charles Quint comme élément du renforcement de la défense de la ville, il est construit entre 1542 et 1552, à l’emplacement d’une ancienne forteresse lombarde, par Gian Giacomo dell'Acaja. Actuellement[Quand ?], une caserne et une école des artificiers de l’armée occupent les lieux.
- Théâtre Ricciardi : existant déjà au milieu de XVIIIe siècle, l’édifice actuel date de 1781, quand l’ingénieur Francesco Gasperi le reconstruit. Sa façade néoclassique date, elle, de 1929.
- Porte de Naples (Porta Napoli) : dédiée à Philippe II, elle est construite entre 1577 et 1582 par l’architecte de Capoue, Ambrogio Attendolo, qui s’est inspiré de la Porte de Capoue (Porta Capuana) de Naples.
- Bastions et remparts : les murailles antiques ont été reconstruites et renforcées au cours des siècles, mais l’aspect actuel caractérisé par des bastions polygonaux et des courtines inclinées est dû aux travaux du XVIe siècle pour les adapter aux nouvelles armes à feu et à la découverte des explosifs.

### Édifices religieux

#### Principales églises
- Le Duomo et son ensemble monumental : ce qui est communément appelé Duomo par les habitants de Capoue n’est autre que la cathédrale des Santi Stefano e Agata, construite en 856 mais reconstruite une première fois au Xe siècle et ensuite, sous la direction de l’archevêque Erveo (1072–1086) vers la fin du XIe siècle. Celui-ci ajouta le portail de l’entrée, agrandi au Xe siècle et réagença remarquablement l’annexe du palais épiscopal. Au cours du XVIIIe siècle, tout l’ensemble est complètement restauré. Entre 1854 et 1857, l’architecte Federico Travaglini, à la demande de l’archiprêtre Gennaro Cosenza rénove la cathédrale encore une fois. Les bombardements de 1943 la détruisent presque complètement. En 1992, à l’intérieur de la chapelle du Corps du Christ, est inauguré le musée diocésien où sont conservés les tableaux et les sculptures provenant des diverses églises de la ville.
- Église et ex couvent de l’Annonciation (Convento dell'Annunziata) : les édifices datent de la fin du XIIIe siècle et, étant donné qu’entre l’église et le couvent passait la via Appia (aujourd’hui le Corso Appio), ils sont reliés entre eux par l’intermédiaire d’un pont-corridor qui passe au-dessus de la rue et qui existe toujours. L’ensemble est restauré en 1538 en utilisant les pierres de l’amphithéâtre et en respectant les règles de la Renaissance. Ensuite, Filipe Vitale ajoute un dôme à l’église. Aujourd’hui, l’ex-couvent est un hôpital dédié à Ferdinando Palasciano.
- Église et couvent de Santa Caterina : construite en 1383, elle ne conserve du style gothique initial que l’abside et les voûtes. Elle est restaurée en 1510 avec l’ajout de nefs latérales et d’une statue représentant la Sainte. La façade et le campanile datent du XVIIIe siècle. Au XVIe siècle, les familles nobles de Capoue ont financé la construction du cloître. En guise de remerciements, leurs armoiries ont été sculptées à la base des colonnes et, à l’intérieur de l’église, les chapelles latérales leur ont été dédiées.
- Église de Montevergine et ex-monastère : construits à la fin du XIIIe siècle par Bartolomeo di Capua et confiés aux moines bénédictins de Montevergine. Depuis 1795, le monastère abrite le Séminaire et conserve dans le cloître un puits datant de 1769 avec le blason de Verginiano. Sous le portail de l’ex monastère, Cesare Falco a été inhumé en 1611.
- Église de Santa Maria delle Grazie ou de la Santella : elle est construite en 1761 en souvenir du miracle de la Vierge qui aurait mis fin au massacre des habitants ordonné par César Borgia. Auparavant, à cet endroit, s’élevait une chapelle dédiée à la Vierge dont s’occupait une dévote nommée Camilla Santella, d’où le nom donné à l’église.

#### Autres églises
- Les trois églises lombardes : elles se trouvent dans le secteur où était situé le palais des Princes (Palazzo dei Principi) lombards : San Salvatore a Corte (960), restaurée à l’époque normande, San Giovanni a Corte (Xe siècle, refaite au XVIIIe siècle, San Michele a Corte (IXe – Xe siècle), dédié à l’archange, patron des Lombards
- Église de Sant'Angelo in Audoaldis, du haut Moyen Âge : elle se trouvait à côté du palais des Audoalt, famille noble lombarde
- Vestiges de l’église d’Ognissanti, dans la via Seminario, d’origine byzantine
- Église de Santa Placida et ex couvent de San Gabriello (1734–1756), baroque tardif avec campanile de l’école de Luigi Vanvitelli (1761)
- Église de San Leonardo et ex couvent de San Vincenzo, existant déjà au Xe siècle et refaite au XIXe siècle (le couvent a fait office de caserne)
- Église de San Raffaele (XVIIIe siècle) et ex couvent (XVIIe siècle)
- Église de San Benedetto avec un ex couvent, fondée par les Bénédictins en 1108 et restaurée par les Jésuites en 1611
- Église et couvent de Santa Maria delle Monache, d’architecture baroque de 1726 sur un édifice de 952. Une partie du couvent est devenue la caserne Fieramosca en 1812
- Églises Sant'Eligio et San Gaetano et ex couvent Teatino (1284–1296), avec un campanile de la Renaissance (1514–1524) et une façade baroque (1747). Aujourd’hui, le couvent abrite une caserne de carabiniers.
- Église de la Maddalena et ex couvent Agostiniano, église construite vers 1300 par Bartolomeo de Capua, avec un hôpital comme annexe (devenu couvent par la suite), l’ensemble restauré en 1747. On y trouve les chapelles nobiliaires de jus patronatus des familles nobles de Capoue, Lanza (chapelle dédiée à saint Joseph, restaurée en 1753), Gianfrotta, Boccardo.
- Église et ex monastère de la Concezione du XVIIIe siècle mais avec des origines beaucoup plus anciennes. En 1940, le monastère fait partie du Museo Campano
- Église de San Domenico de la fin du XIIIe siècle et restaurée complètement à l’époque baroque
- Église Santi Rufo e Carponio (première moitié du XIe siècle). À l’époque normande, les bénédictins construisent le campanile et les deux absides.
- Église de San Marcello, antérieure au Xe siècle et restaurée au XIXe siècle
- Église de la Charité (1697), un exemple parmi les plus réussis du baroque capouan. L’église est la propriété de l' Archiconfraternité Royale des Bianchi della S.S.Carità, association aristocratique qui avait, de tous temps, parmi ses objectifs d’assurer le salut spirituel des condamnés à la peine capitale et de fournir la dot pour le mariage des fiancées orphelines.
- Église San Salvatore Piccolo qui date du XIe siècle
- Ex église San Martino alla Giudea, style gothique de la fin du XIVe siècle, édifiée dans l’ancien quartier juif (jusqu’en 1540)

### Palais
- Palais Antignano : rénovation au XVe siècle d’un palais déjà existant. Depuis 1874, s’y trouve le Museo provinciale campano di Capua.
- Palais Fieramosca : la construction originelle est gothique de la fin du XIIIe siècle. Le portail d’entrée, ogival, existe encore aujourd’hui. Il a été restauré dans la seconde moitié du XVe siècle par la famille Fieramosca. Aujourd’hui s’y trouve la A.S.L. de Capoue. En 1476, y naquit Ettore Fieramosca, héros du Défi de Barletta.
- Palais de Justice ou du Gouverneur : il se trouve Piazza dei Giudici, a été construit en 1585 par l’architecte Ambrogio Attendolo, avec la tribune située en position centrale par rapport à la place.
- Palais de la Grande Garde ou Bivach (Edificio della Gran Guardia) (1608–1611), placé en face du Palais de Justice et hébergeait le corps de la Grande Garde du gouverneur.
- Palais Friozzi-Azzia (seconde moitié du XVIIIe siècle, de l’école de Luigi Vanvitelli.
- Palais Lanza, bien de la famille Lanza à partir de 1453 et restauré au XVIIe et au XIXe siècle. Au XVIIIe siècle y séjourna Sant'Alfonso Maria de' Liguori, parent de la famille Lanza. Aujourd’hui, la famille Lanza y réside encore.
- Palais Rinaldi-Campanino (seconde partie du XVe siècle) de style gothique tardif catalan et pré-renaissance. Entre les arches du portique donnant sur la cour intérieure, il y a une sculpture romaine « tête de jeune-homme ».
- Palais Rinaldi-Milano (moitié du XVe siècle), avec une façade maniériste napolitaine.
- Palais surnommé « Centopersone », était probablement une caserne pour des troupes d’appui à l’époque de Fieramosca. Aujourd’hui, il est en ruine.

## Culture

### Musées
- Musée archéologique de l'Antiquité de Capoue[3]
- Musée campanien de Capoue

## Enseignement
- Université de la Campanie « Luigi Vanvitelli »

## Économie
- Centre italien de recherche aérospatiale

## Personnalités
- Virrius Vibius (IIIe siècle av. J.-C.), homme politique capouan
- Lentulus Batiatus (Ier siècle av. J.-C.), propriétaire d'un ludus et fit de Spartacus un gladiateur (avant que celui-ci ne se révolte)
- Audoalt (vers 590–601, parfois écrit Audoaldo ou Audwalt), premier comte lombard de Capoue
- Pandolf Tête de Fer (?–981), prince de Capoue, de Bénévent et de Salerne
- Pierre de la Vigne (vers 1190–1249), homme politique et homme de lettres
- Béatrice de Naples (1457–1508), fille de Ferdinand Ier de Naples et d'Isabelle de Tarente, elle est reine de Bohême et de Hongrie
- Ettore Fieramosca (1476–1515), noble, capitaine des Italiens dans le défi de Barletta
- Pompeo Lanza (?–1558), aristocrate de Capoue, diplomate au service de Bona Sforza, reine de Pologne
- Giovanni Furno (1748–1837), compositeur
- Andrea De Simone (1807–1874), compositeur
- Ferdinando Palasciano (1815–1891), médecin et philosophe
- Federico Mazzotta (1839–1897), peintre
- Giuseppe Martucci (1856–1909), compositeur
- Ennio Falco (1968–), champion olympique de skeet aux Jeux olympiques d'été de 1996 à Atlanta

## Administration
| Période                                  | Période     | Identité                     | Étiquette     | Qualité |
| ---------------------------------------- | ----------- | ---------------------------- | ------------- | ------- |
|                                          | 30 mai 2006 | Alessandro Pasca di Magliano |               |         |
| 30 mai 2006                              | En cours    | Carmine Antropoli            | Centro-Destra |         |
| Les données manquantes sont à compléter. |             |                              |               |         |

### Hameaux
- Sant'Angelo in Formis et son abbaye.

### Communes limitrophes
Bellona, Caserte, Castel di Sasso, Castel Morrone, Grazzanise, Piana di Monte Verna, Pontelatone, San Prisco, San Tammaro, Santa Maria Capua Vetere, Santa Maria la Fossa, Vitulazio

### Évolution démographique
Habitants recensés

### Quartiers
Capoue comporte trois quartiers principaux :
- Le centre historique entouré de murailles sur l’emplacement de l’antique Casilinum
- À l’ouest du centre, au-delà du fleuve et le long de l’Appia, le quartier de Fuori Porta Roma
- Dans la partie opposée à la route nationale, au sud, au-delà des remparts, le quartier de Fuori Porta Napoli où se trouve la gare

D’autres petits ensembles d’habitations, appelées rioni, se trouve dans la campagne alentour.

## Transports
La ville est traversée par la via Appia (SS 7). Capoue est la destination finale de la via Casilina (SS 6, anciennement via Latina). Tout près passe l’autoroute A1 Rome-Naples (ex-A2) (péage de Capoue).
Capoue est desservie par la voie de chemin de fer Naples-Caserte-Cassino.
Capoue maintient un petit aéroport touristique et militaire qui pourrait être agrandi pour devenir une annexe de l’aéroport de Naples.